# Mittelplate (Ölfeld)
Koordinaten: 54° 1′ 33,2″ N, 8° 43′ 51,6″ O

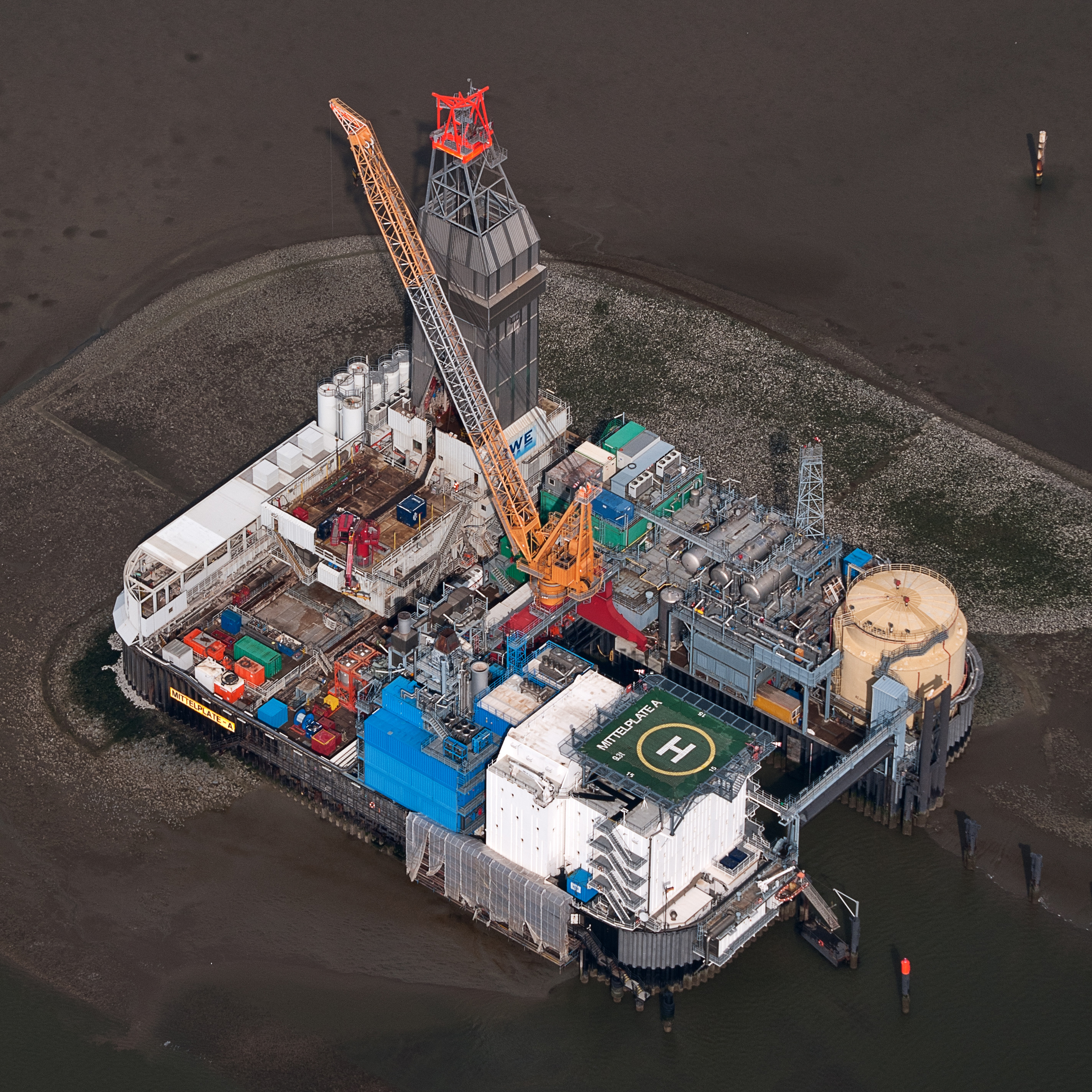
Mittelplate im September 2011

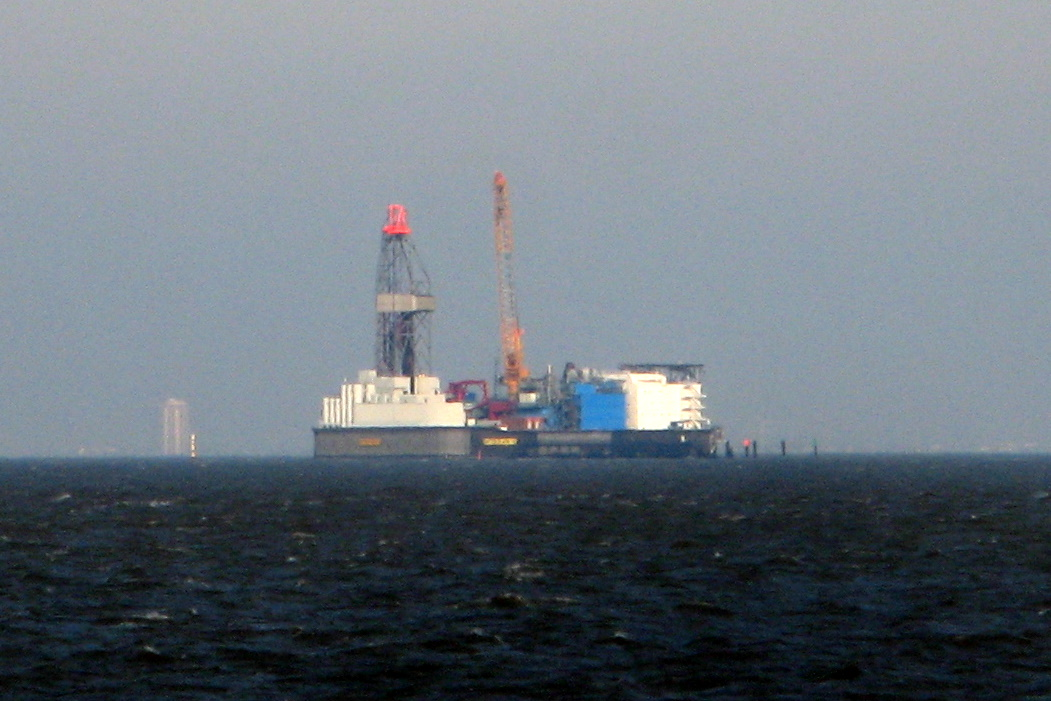
Mittelplate liegt inmitten des Nationalparks Schleswig-Holsteinisches Wattenmeer. Fotografiert von der Seeseite, im Hintergrund das Büsumer Hochhaus.

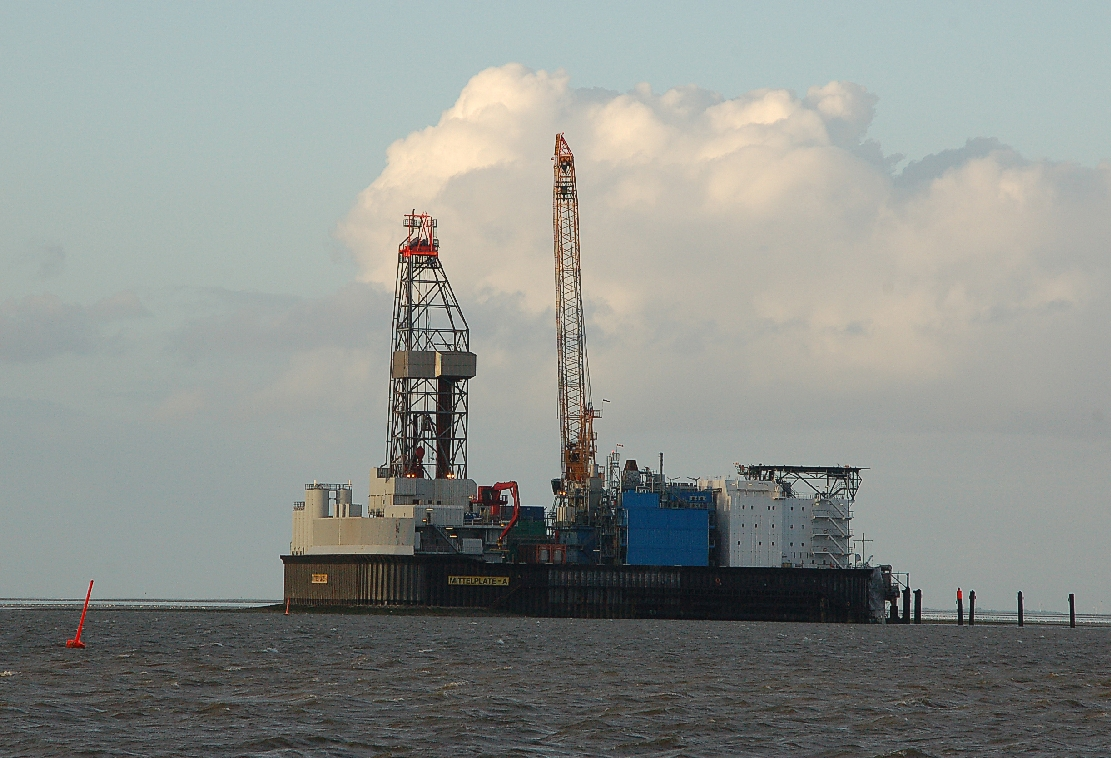
Mittelplate im Jahr 2010

Mittelplate ist das größte Ölfeld Deutschlands. Es wird von der gleichnamigen Bohr- und Förderinsel Mittelplate A erschlossen. Mittelplate liegt in der Nordsee vor der Dithmarscher Küste am südlichen Rand des Nationalparks Schleswig-Holsteinisches Wattenmeer, auf einer Sandbank im Bereich der „Mittelplate“, nach der es auch benannt wurde.

## Geschichte
Bereits in den 1950er Jahren vermuteten Geologen Öl vor der deutschen Küste. Erste Probebohrungen in den 1960er Jahren ergaben zwar Hinweise auf Öl, allerdings in nicht wirtschaftlich gewinnbaren Mengen. Ein weiteres Ergebnis der Probebohrungen war aber die Erkenntnis, dass dieses Ölfeld nicht mit dem damals bereits erschlossenen Ölfeld in der Nähe von Heide zusammenhing. Die Ölkrisen der Jahre 1973 und 1979 ließen das Bewusstsein für die heimischen Ölquellen wachsen. In den Jahren 1980 und 1981 fanden Probebohrungen im Bereich der Mittelplate in mehreren Dogger-Sandsteinschichten in 2000 bis 3000 Metern Tiefe Öl.
Im Juni 1985 begann schließlich der Bau der Bohr- und Förderinsel Mittelplate. Im Herbst 1986 wurden von der Mittelplate aus drei Probebohrungen niedergebracht, die im Oktober 1987 in Produktion gingen. Diese Pilotförderung lief bis zum Jahr 1991 und erwies sich als erfolgreich.

## Kapazität
Die Vorräte der Lagerstätte wurden inzwischen auf über 100 Millionen Tonnen hochkorrigiert, wovon bis Oktober 2010 bereits 25 Millionen Tonnen gefördert worden waren. Die Jahresproduktion des Ölfeldes Mittelplate betrug 2010 rund 1,4 Millionen Tonnen Öl. Wirtschaftlich waren damals unter gleichbleibenden Bedingungen noch weitere 25 Millionen Tonnen förderbar. Nach Angaben des damaligen Betriebsführers RWE Dea (heute Wintershall DEA), der zu gleichen Teilen mit Partner Wintershall Anteilseigner ist, lagerten hier damals etwa 65 % der verbliebenen, wirtschaftlich förderbaren deutschen Erdölvorkommen. Der volkswirtschaftliche Wert betrug nach Angaben des Konsortiums mehrere Milliarden Euro. Bis 2022 wurden rund 40 Millionen Tonnen Öl gefördert.
Die bislang höchsten Jahresfördermengen konnten in den Jahren 2003 (2,22 Millionen Tonnen) und 2005 (2,18 Millionen Tonnen) erreicht werden, seitdem sinkt die jährliche Fördermenge. Es ist also davon auszugehen, dass auf Mittelplate das Ölfördermaximum erreicht wurde. Im Jahr 2012 sank die jährliche Fördermenge auf 1,4 Millionen Tonnen Öl. Im Jahr 2019 sank diese weiterhin auf 1,1 Millionen Tonnen Öl.

## Förderarten
Die Lagerstätte wird sowohl per „Bohrinsel“ von See aus („offshore“) als auch von Land aus („onshore“) ausgebeutet.

### Offshore

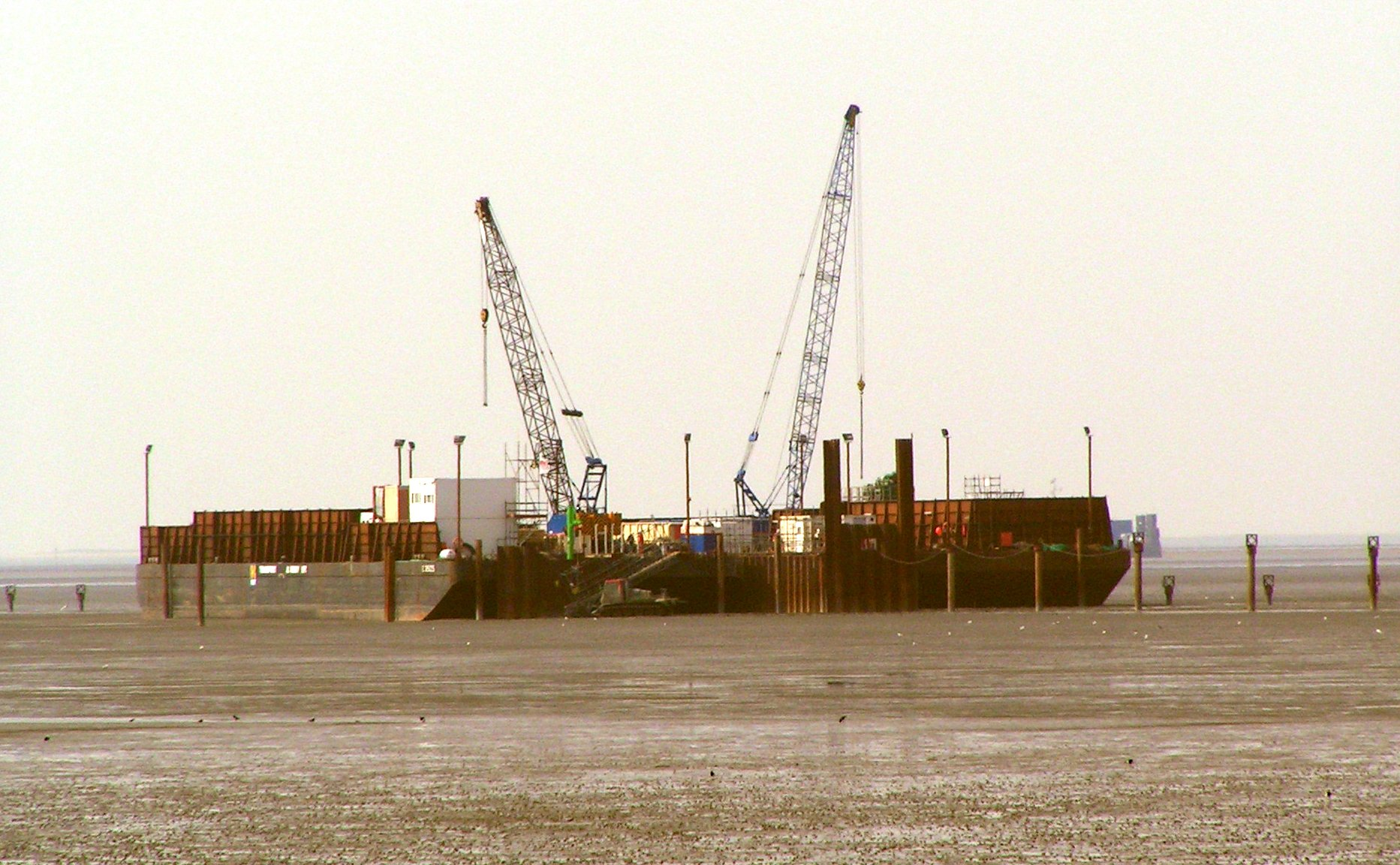
Bau der Pipeline

Eine größere Zahl von Bohrungen wurde von der Bohr- und Förderinsel Mittelplate niedergebracht. Das so geförderte Nassöl wurde bis 2005 mit Öl-Transport-Leichtern (Schiffe von 46 Meter Länge, 18 Meter Breite, 2 Metern Tiefgang) zum Ölhafen in Brunsbüttel gebracht. Im Sommer 2005 wurde nach zehnjähriger Vorbereitungszeit eine 10 km lange Pipeline mit 25 cm Durchmesser von der Plattform durch das Watt nach Friedrichskoog und weiter bis Dieksand gelegt. Die Förderkapazität steigt dadurch auf bis zu 1,6 Millionen Tonnen im Jahr. Da die Röhre die höchste Schutzzone des Nationalparks quert, war sie umstritten. Jedoch überzeugte das Argument, dass eine unterirdische Pipeline sicherer und umweltschonender sei als der Transport mit Schiffen. Die Pipeline ersetzt nun die jährlich rund 2000 Schiffsbewegungen im Wattenmeer. Das bei der Förderung anfallende Ölgas wird seitdem auf der Förderplattform selbst verstromt.
2008 wurden daher neben der Pipelinetrasse noch zwei Stromkabel verlegt, um den überschüssigen Strom an das Festland liefern zu können.

### Onshore
Seit dem Jahr 2000 wurden von einem Bohr- und Sondenplatz an Land – im Dieksanderkoog (Gemeinde Friedrichskoog) – insgesamt sieben stark abgelenkte Horizontalbohrungen mit einer Länge von 7727 bis 9275 m niedergebracht, um direkt von Land aus die östlichen Teile des Feldes zu erschließen. Diese Richtbohrungen führen über eine Länge von etwa vier Kilometern durch den Büsumer Salzstock.

## Förderbetrieb Holstein
Die Pipeline von der Bohr- und Förderinsel endet unmittelbar im Förderbetrieb Holstein, etwa auf der halben Entfernung zwischen dem Kernort von Friedrichskoog und dem Ortsteil Spitze, wo das Nassöl mit einer Temperatur von etwa 60 Grad Celsius ankommt. Auch das am Bohr- und Sondenplatz geförderte Öl wird zum Förderbetrieb gepumpt. Im Förderbetrieb erfolgt eine erste Aufbereitung des Öles, indem Wasser, Sand und andere Fremdstoffe weitestgehend abgetrennt werden. Das abgetrennte Wasser wird zur Erhaltung des Lagerstättendrucks wieder in das Fördergebiet gepumpt. Der Förderbetrieb wurde in den letzten Jahren extra erweitert. Von dort aus wird das Öl per Pipeline nach Brunsbüttel geleitet, wo ein Teil direkt von der Firma Sasol abgenommen wird. Der Rest wird – ebenfalls per Pipeline – zur Raffinerie Heide in Hemmingstedt gepumpt.

## Vorhaben
2005 wurde auf der Insel eine neue, 70 Meter hohe Bohranlage installiert, damit Bohrungen in einem Radius von bis zu 6000 Metern um die Insel herum niedergebracht werden können. Der bisherige Radius war bis zu 2000 Meter. So lassen sich von der Insel Mittelplate weitere, bisher unerreichte Regionen der Öllagerstätte erschließen.

## Betriebsgenehmigung
Im Mai 2024 erhielt der Betreiber eine Verlängerung der Betriebsgenehmigung für das vorhandene Ölfeld. Zehn bis fünfzehn Millionen Tonnen gelten hier noch als förderbar. Neue Ölfelder dürfen nicht mehr erschlossen werden. Im Jahr 2041 soll spätestens jegliche Ölförderung in diesem Gebiet beendet sein. Da das Vorliegen einer korrekt durchgeführten Umweltverträglichkeitsprüfung für die Verlängerung  der Bohrgenehmigung seitens der Deutschen Umwelthilfe angezweifelt wird, hat sie eine Klage gegen den Weiterbetrieb angekündigt.